# Улица Академика Зельдовича
У́лица Акаде́мика Зельдо́вича (название с 4 июня 2014 года) — улица в Юго-Западном административном округе города Москвы на территории Гагаринского района.

## История
Улица получила своё название 4 июня 2014 года в честь советского физика и физикохимика академика АН СССР Я. Б. Зельдовича (1914—1987).
В апреле 2013 года на торжественном заседании в Центральном доме ученых РАН, посвящённом 70-летию со дня основания Курчатовского института, вице-мэр Москвы Леонид Печатников сообщил об идее мэра Сергея Собянина присвоить безымянным улицам города имена выдающихся отечественных физиков. Глава института Михаил Ковальчук поддержал предложение. Итогом стало появление в следующем году улицы Академика Зельдовича и улицы Сергея Капицы.

## Расположение

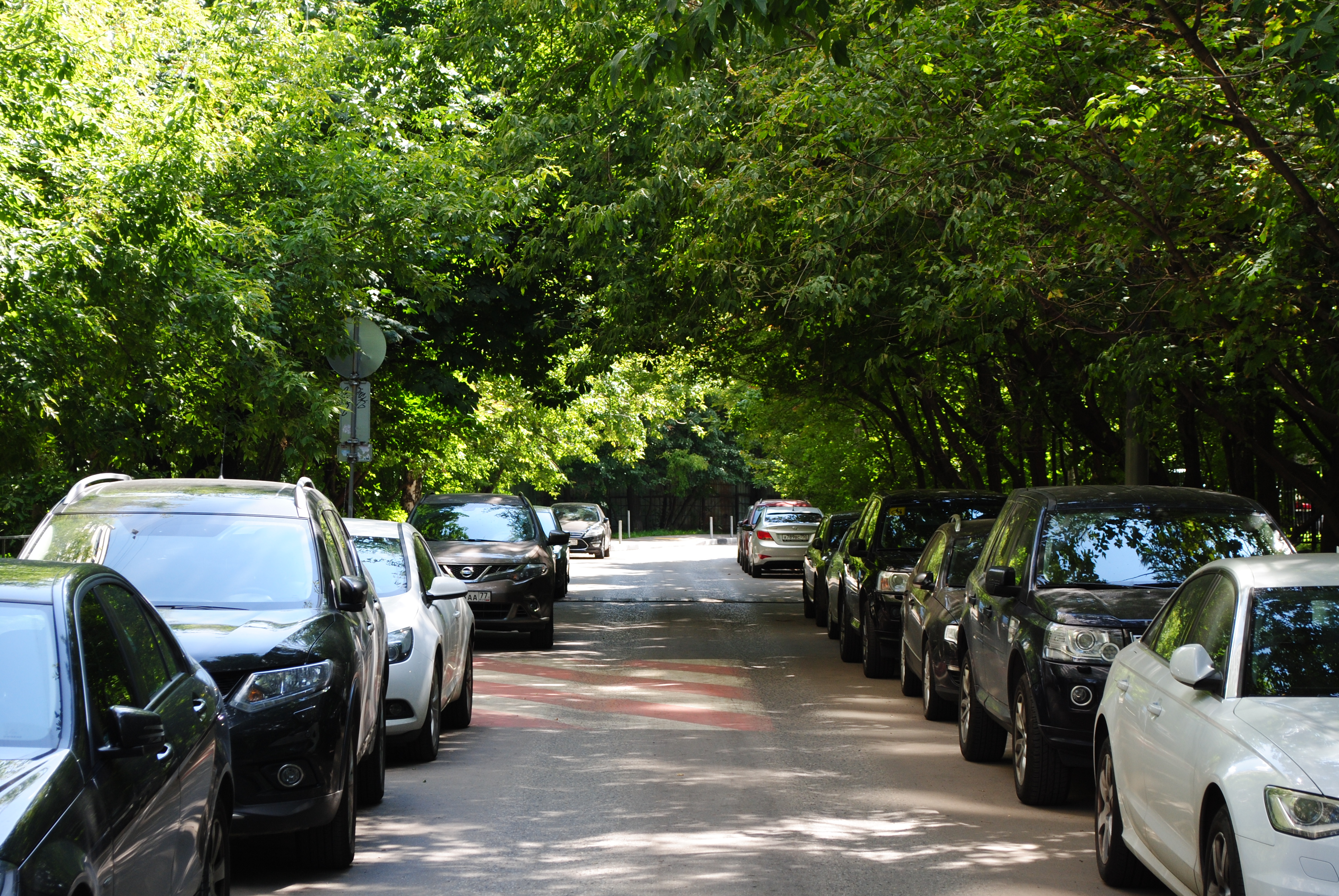
Улица Академика Зельдовича (вид от улицы Косыгина в сторону Ленинского проспекта)

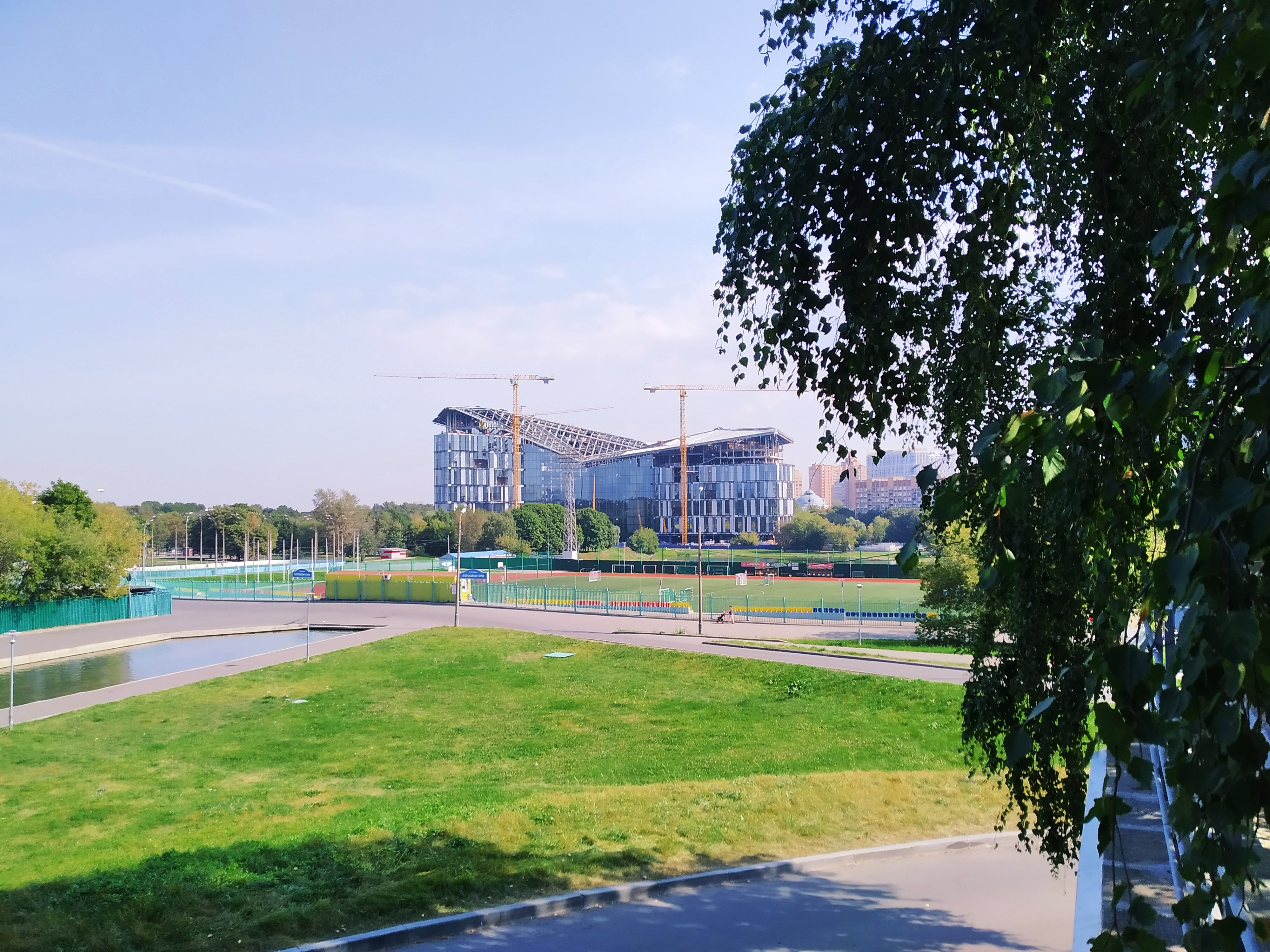
Единственный дом, числящийся по улице Академика Зельдовича — новая штаб-квартира Яндекса

Указатель «Улица Академика Зельдовича» на Ленинском проспекте

Улица Академика Зельдовича, являясь продолжением улицы Академика Несмеянова, проходит от Ленинского проспекта на северо-запад, поворачивает на запад, затем на север и проходит до улицы Косыгина. По улице Академика Зельдовича числится один дом — новая штаб-квартира Яндекса.
Улица проходит вблизи одной из территорий Института химической физики (ныне — РАН), сотрудником которого являлся Я. Б. Зельдович.

## Транспорт

### Наземный транспорт
По улице Академика Зельдовича не проходят маршруты наземного общественного транспорта. У юго-восточного конца улицы, на Ленинском проспекте, расположены остановки «Дворец труда профсоюзов» и «Трансагентство» автобусов м1, м4, т4, 111, 553, н11, у северного, на улице Косыгина, — остановка «Институт Академика Семёнова» автобусов т7, с10.

### Метро
- Станция метро «Воробьёвы горы» Сокольнической линии — северо-западнее улицы, на Лужнецком метромосту, соединяющем проспект Вернадского и Комсомольский проспект, с выходами на Андреевскую, Воробьёвскую и Лужнецкую набережные.
- Станция метро «Ленинский проспект» Калужско-Рижской линии и станция МЦК Площадь Гагарина — восточнее улицы, на пересечении Третьего транспортного кольца с улицей Вавилова и Ленинским проспектом.